# 布拉溫斯凱
布拉溫斯凱（烏克蘭語：Булавинське）是烏克蘭東部頓涅茨克州霍尔利夫卡区武赫莱希尔斯克市镇的鎮。距離頓涅茨克63公里，海拔高度228米，2014年該鎮人口3,141。